# Bazooka (Kaugummi)

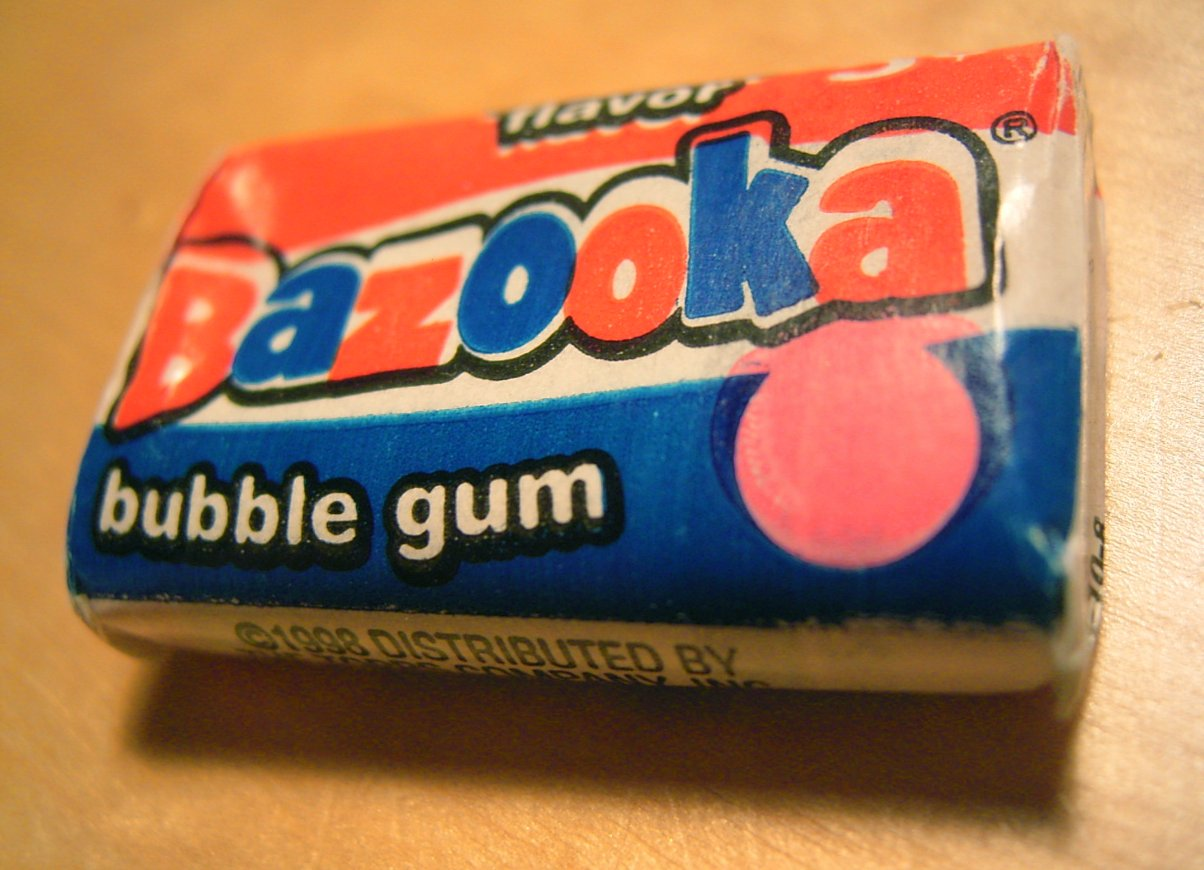
Bazooka

Bazooka ist der Handelsname eines Kaugummis der US-amerikanischen Topps Company.
Charakteristisch ist, neben der rosaroten Färbung der Kaugummimasse, ein süßer Geschmack nach den Aromen des Wintergrünstrauches. Dieser wird bei der Herstellung durch die Aromatisierung mit als naturidentischen Aromastoff künstlich erzeugtem Wintergrünöl erreicht. In Unkenntnis der englischen Aussprache werden sie im deutschsprachigen Raum auch Batzocka genannt.
Die Herstellerfirma begann während des Zweiten Weltkriegs mit der Erzeugung des Produkts, das in seiner blau-weiß-roten Verpackung an die US-amerikanischen Nationalfarben erinnert. Mit dem Bazooka Gum wird daher auch amerikanischer Patriotismus assoziiert. Die Produktion erfolgt in Mexiko.
Der Bazooka Gum war bis in die 1990er Jahre auch in Europa erhältlich. In Deutschland wurde er bis Ende der 1980er Jahre über Storck vertrieben, deren Lizenzvertrag mit Topps danach auslief und nicht mehr verlängert wurde.
In den 1960er Jahren konnte man mit einer bestimmten Anzahl von Bazooka-Hüllen verschiedene Produkte wie Thermoskannen und Großformatkameras aus Kunststoff bestellen.
In der Verpackung ist außerdem ein kleiner Comic-Strip mit der Hauptfigur Bazooka Joe enthalten. In Deutschland wurde dieser in den 1970er und 1980er Jahren durch Cartoons um die Figur Schleck, gezeichnet von Riccardo Rinaldi, ersetzt.
Der Name des Kaugummis soll von dem Musikinstrument Bazooka abgeleitet sein, das in den 1920er Jahren von Bob Burns entwickelt wurde. Die Bezeichnung Bazooka wird auch für das Kazoo, ebenfalls ein Musikinstrument, und für eine US-amerikanische Panzerbüchse verwendet.